# Kōki Sakamoto
Koki Sakamoto (Sapporo, 21 de agosto de 1986) é um ginasta japonês que compete em provas de ginástica artística.
Koki fez parte da equipe olímpica japonesa que disputou os Jogos Olímpicos de Pequim, em 2008. Neles, fora membro da equipe vice-campeã por equipes, superado pela nação anfitriã.